# Adolf Dąbrowski
Adolf Henryk Dąbrowski (ur. 24 sierpnia 1877 w Wiłkomierzu, zm. 13 marca 1951) – pułkownik piechoty Wojska Polskiego, kawaler Orderu Virtuti Militari.

## Życiorys
Urodził się 24 sierpnia 1877 w Wiłkomierzu, ówczesnym mieście powiatowym guberni kowieńskiej, w szlacheckiej rodzinie Antoniego i Marii z Uścinowskich.
Wstąpił do Korpusu Kadetów w Pskowie. 31 grudnia 1893 został mianowany podoficerem. W 1901 ukończył Odeską Szkołę Junkrów Piechoty. 31 lipca 1901 awansował na kolejny stopień podoficerski podpraporszczyka. Służył w 119 pułku piechoty w Mińsku, należącym do 30 Dywizji Piechoty. Awansował na kolejne stopnie: podporucznika 8 lipca 1902, porucznika 20 listopada 1906 ze starszeństwem od 9 lipca 1906 i sztabskapitana 20 września 1910 ze starszeństwem od 9 lipca 1910.
W czasie I wojny światowej walczył w szeregach macierzystego pułku. Był trzykrotnie ranny: pod Gołdapem i Warszawą oraz w Rumunii. 17 stycznia 1915 awansował na kapitana ze starszeństwem od 9 lipca 1914, a później na podpułkownika. 29 grudnia 1915 został mianowany dowódcą I batalionu. Służąc w armii rosyjskiej od 1914 należał do Polskiej Organizacji Wojskowej. Od 1917 w I Korpusie Polskim w Rosji był dowódcą 9 pułku strzelców polskich i Brygady Rezerwowej.
Od 15 kwietnia 1919 do 27 czerwca 1920 dowodził 19 pułkiem piechoty , a następnie X Brygadą Piechoty (od 16 sierpnia 1920). 15 lutego 1921 został oddany do dyspozycji Oddziału V Sztabu Generalnego. 1 czerwca 1921 pozostawał w dyspozycji Ministerstwa Spraw Wojskowych, a jego oddziałem macierzystym był 10 pułk piechoty. 1 września 1921 został zatwierdzony na stanowisku dowódcy piechoty dywizyjnej 26 Dywizji Piechoty w Skierniewicach. 3 maja 1922 został zweryfikowany w stopniu pułkownika ze starszeństwem od 1 czerwca 1919 i 94. lokatą w korpusie oficerów piechoty. Później został przeniesiony na takie samo stanowisko do 27 Dywizji Piechoty w Kowlu. W lipcu 1923 został przydzielony do Rezerwy Oficerów Sztabowych przy Dowództwie Okręgu Korpusu Nr II w Lublinie i oddany do dyspozycji szefa poborowego celem odbycia praktyki poborowej. W 1927 został przeniesiony w stan spoczynku.
W ramach osadnictwa wojskowego otrzymał działkę o powierzchni 16 ha w kolonii Kościuszków, w gminie Połonka powiatu łuckiego. W maju 1933 mieszkał w Warszawie przy ul. Grottgera 13. W 1934, jako oficer stanu spoczynku pozostawał w ewidencji Powiatowej Komendy Uzupełnień Warszawa Miasto III. Posiadał przydział do Oficerskiej Kadry Okręgowej Nr I. Był wówczas „przewidziany do użycia w czasie wojny”.
Zmarł 13 marca 1951 i został pochowany obok żony Aleksandry (zm. 1938) na Cmentarzu Wojskowym na Powązkach (kwatera A10, rząd 3, grób 15). Dzieci nie miał.

## Ordery i odznaczenia
- Krzyż Srebrny Orderu Wojskowego Virtuti Militari nr 3867[3]
- Krzyż Walecznych[7]
- Medal Pamiątkowy za Wojnę 1918–1921[7]
- Medal Dziesięciolecia Odzyskanej Niepodległości[7]
- Order Świętej Anny 3 stopnia z mieczami i kokardą – 17 grudnia 1916[8]
- Order Świętego Stanisława 3 stopnia – 1912[2]
- Order Świętej Anny 4 stopnia z napisem „Za odwagę” – 3 stycznia 1916[8]